# Koubia (Niamey)

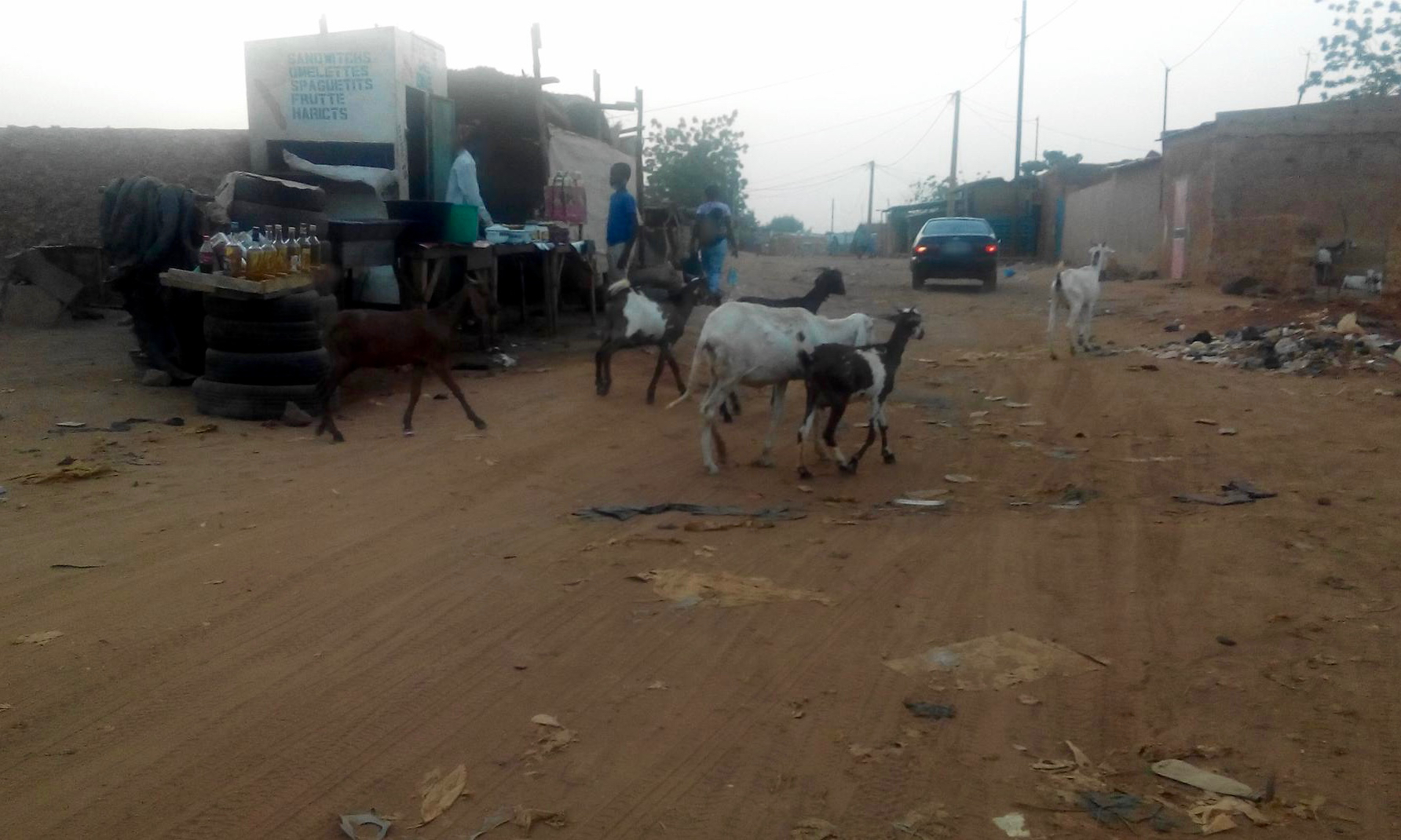
Straßenszene in Koubia (2016)

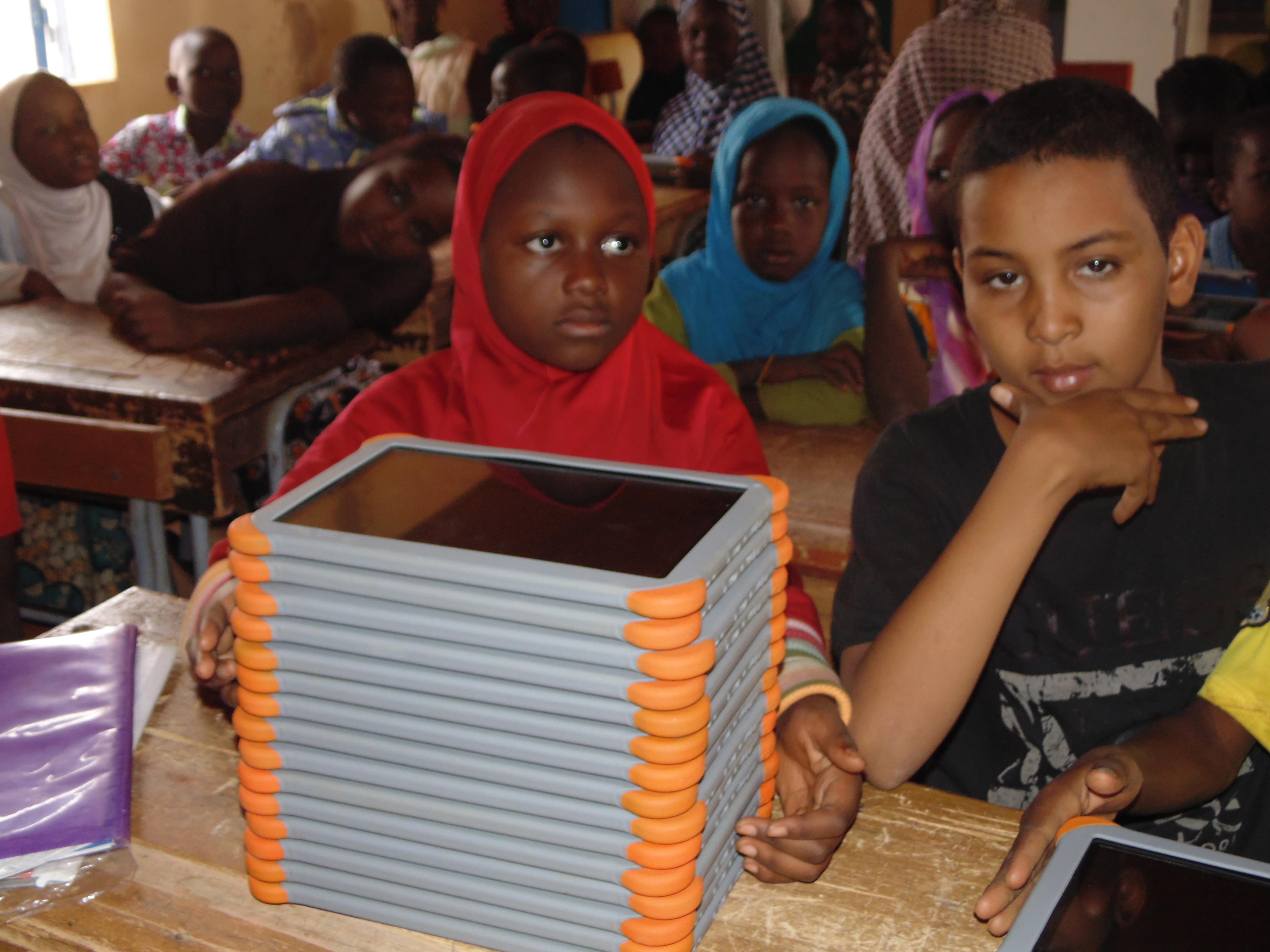
Eine Schulklasse in Koubia (2017)

Koubia ist ein Stadtteil von Niamey in Niger.
Koubia liegt an der Nationalstraße 1 im Westen von Niamey. Der Stadtteil besteht administrativ aus zwei Stadtvierteln (quartiers): Koubia Nord und Koubia Sud, die zum Arrondissement Niamey I gehören. Die Wohnhäuser in Koubia sind üblicherweise Lehmziegelbauten ohne jeden Komfort. Gekocht wird im Freien. Es gibt kein Fließwasser und entsprechend auch keine Duschen und Wasserklosetts.
Das Areal war noch in den 1970er Jahren ein unbebautes, zum Teil baumbestandenes Ackerbaugebiet. Koubia entstand nach 1989 als informelle Siedlung. Traditionelle Landbesitzer aus  Goudel verkauften hier stückchenweise ihre Felder. Die Praxis der informellen Parzellierung bestand in manchen Gegenden Niameys von den 1960er Jahren bis zu Beginn der 1990er Jahre. Weitere Beispiele für derart entstandene Stadtteile sind Talladjé, Pays Bas, Zarmagandey und Nialga.